# Enchelyurus ater
Blennie noire
Espèce
Statut de conservation UICN

 LC  : Préoccupation mineure
Enchelyurus ater, la Blennie noire, est une espèce de poissons marins de la sous-famille des Blenniinae (famille des Blenniidae).

## Description
Enchelyurus ater peut mesurer jusqu'à 55 mm de longueur totale.

## Répartition

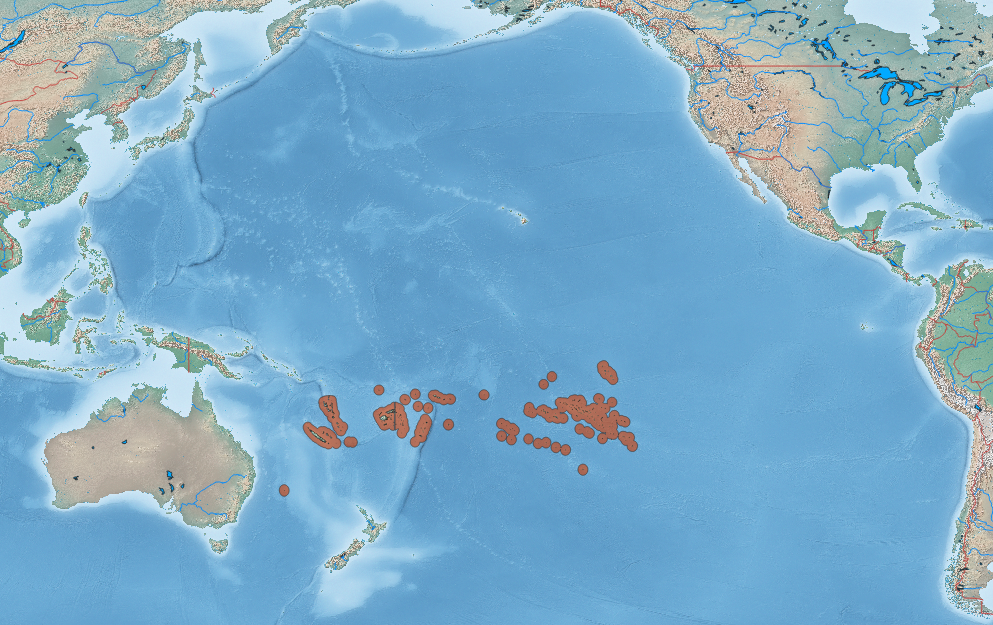
Aire de répartition de Blennius normani selon l'UICN (2025).

Ce poisson se rencontre dans le Pacifique, depuis l'île Lord Howe (Australie) à l'ouest jusqu'à la Polynésie française à l'est.

## Systématique
Le nom valide complet (avec auteur) de ce taxon est Enchelyurus ater (Günther, 1877).
L'espèce a été initialement classée dans le genre Petroscirtes sous le protonyme Petroscirtes ater Günther, 1877.
Ce taxon porte en français le nom vernaculaire ou normalisé suivant : Blennie noire.
Enchelyurus ater a pour synonymes :
- Enucheyurus ater (Günther, 1877)
- Petroscirtes ater Günther, 1877

### Étymologie
Son épithète spécifique, du latin ater, « noir », ainsi que son nom vernaculaire de Blennie noire, font référence à sa coloration.